# 辻野正樹
辻野 正樹（つじの まさき、1968年7月26日 - ）は、日本の劇作家、演出家、映画監督。

## 来歴
滋賀県大津市出身。京都市立芸術大学美術学部卒業後、インディーズのミュージシャン『ソラ2000』として活動。
2000年よりシナリオ執筆活動を始める。
2003年には俳優成瀬優和とともに劇団「サニーサイドウォーカー」を立ち上げる。2006年に退団。2008年、映画・演劇製作ユニット「ハイブリッド・ジャンバーズ」結成。
2011年にENBUゼミナールに入学し、映像制作を学ぶ。2015年、脚本・監督作品「俺、東京に行くぞ」が西東京市民映画祭自主制作映画コンペティション入選。ホラーDVD「奇々怪々譚 醒めない悪夢の物語」の監督を務め、これが商業デビュー作となる。
2019年、ENBUゼミナールのシネマプロジェクト第9弾の監督に抜擢され、自身初となる長編映画「河童の女」を制作。2020年7月より全国順次上映された。

## 著作
舞台作品
- 勝手にノスタルジー(2003年・劇団サニーサイドウォーカー公演作品)
- シュウマツはネクタイを締めて(2004年・劇団サニーサイドウォーカー公演作品)
- 見知らぬ乗客たち(2004年・劇団サニーサイドウォーカー公演作品)
- 極悪ファーザー(2005年・劇団サニーサイドウォーカー公演作品)
- 夜空が僕らをみつめてる(2006年・劇団サニーサイドウォーカー公演作品)
- 勝手恋の身代金(2008年・吉本興業神保町花月公演作品)
- ルーマーズ ルーマー（2009年）脚本・演出
- メロスなんか大嫌い（2010年）脚本
- ルーマーズ　ルーマー２（2010年）脚本・演出
- 天国（うえ）を向いて歩こう（2010年）脚本・演出
- 僕らはみんな恋してる・死霊篇（2012年）脚本・演出
- 天国（うえ）を向いて歩こう（2015年）脚本・演出

テレビドラマ
- 劇団演技者。第3回公演作 「勝手にノスタルジー」（フジテレビ・2004年）
- 世にも奇妙な物語 '23秋の特別編「地獄で冤罪」（フジテレビ、2023年）脚本

戯曲
- 天国を向いて歩こう（2003年) （近松門左衛門賞最終選考作品）

シナリオ
- あいつが全力ダッシュ(2006年) （城戸賞最終選考作品）

映画
- 俺、東京に行くぞ(2008年) （西東京市民映画祭入選）
- ロスト・マイホーム（2012年）監督・脚本
- 黒看（2018年）共同脚本
- 河童の女（2020年）監督・脚本

### DVD
- ホラーDVD「奇々怪々譚 醒めない悪夢の物語」監督・脚本
- ホラーDVD「闇から届く恐怖の物語」監督・脚本